# Gawain Jones
Gawain Christopher Bernard Jones (* 11. Dezember 1987 in Keighley) ist ein englischer Großmeister im Schach.

## Leben
Jones lernte das Schachspiel mit vier Jahren, und mit neun Jahren schlug er in einer Turnierpartie einen Internationalen Meister. Jones siegte oder belegte vordere Plätze in mehreren Turnieren: I. Platz beim Open in Porto San Giorgio 2007, I. Platz beim Open in La Laguna 2007, I.-III. Platz beim Open 2010 in Sydney, I.-II. Platz beim Commonwealth and South African Open 2011 in Johannesburg und II. Platz beim Corsica Masters 2011 in Bastia. 2012 wurde er erstmals Britischer Meister. Er erzielte bei der in North Shields ausgetragenen Landesmeisterschaft 9 Punkte aus 11 Partien und gewann einen Stichkampf gegen den punktgleichen Stephen Gordon mit 2:0. Zum zweiten Mal wurde Jones 2017 in Llandudno britischer Meister. Mit 7 Punkten aus 9 Partien lag er gleichauf mit David Howell, Luke McShane und Craig Hanley an der Spitze, ehe er sich im Halbfinale des Stichkampfs mit 2:0 gegen Hanley und im Finale mit 1,5:0,5 gegen McShane durchsetzte. Beim Bunratty International Chess Festival gewann er 2011 und 2014 die Masters-Gruppe, zudem siegte er 2007 und 2011 beim Kilkenny International Masters sowie 2013 beim Hastings-Schachturnier. 2024 errang er zum dritten Mal die Britische Meisterschaft.
Den Titel Internationaler Meister erhielt Jones 2004, die dafür benötigten Normen erzielte er im April 2003 beim Neckar-Open in Deizisau, im Juni/Juli 2004 beim K41-Turnier in Kopenhagen sowie im August 2004 bei der britischen Meisterschaft in Scarborough. Der Titel eines Großmeisters wurde Gawain Jones 2007 verliehen, die benötigten Normen erfüllte er im September 2006 bei der Meisterschaft der EU in Liverpool, im Oktober 2006 beim European Club Cup in Fügen und in der Four Nations Chess League 2006/07. Jones nahm am Schach-Weltpokal 2013 teil, scheiterte aber in der ersten Runde an Alexander Schimanow. Im Dezember 2020 gewann Jones die European Online Blitz Chess Championship, bei der er sich im Finale gegen Alexei Schirow durchsetzte.
Gawain Jones war mit der neuseeländischen Schachspielerin Sue Maroroa bis zu ihrem Tod im Mai 2023 verheiratet und hat mit ihr zwei Kinder.

## Mannschaftsschach

### Nationalmannschaft
Gawain Jones nahm mit der englischen Nationalmannschaft an den Schacholympiaden 2008, 2010, 2012, 2014, 2016 und 2018 teil. Bei Mannschaftseuropameisterschaften gehörte er 2007, 2011, 2013, 2015, 2017 und 2019 zur englischen Auswahl. Dabei belegte er 2019 mit der Mannschaft den dritten Platz und erreichte das zweitbeste Einzelergebnis am vierten Brett. Bei der Mannschaftsweltmeisterschaft 2019 in Astana gelangte Jones mit der englischen Mannschaft auf den zweiten Platz und erreichte das zweitbeste Einzelergebnis am vierten Brett.

### Vereinsschach
Gawain Jones wurde in der britischen Four Nations Chess League (4NCL) zum ersten Mal in der Saison 2000/01 von Thistle White Rose eingesetzt, für die er auch in der folgenden Saison spielte. In der Saison 2002/03 spielte er bei Perceptron Youth, von 2005 bis 2008 bei Slough. Nachdem er in der Saison 2008/09 wieder bei White Rose gespielt hatte, wurde er 2011 mit Pride and Prejudice britischer Mannschaftsmeister. In der Saison 2011/12 spielte er erneut bei White Rose, von 2012 bis 2020 bei Guildford A&DC, mit denen er 2013, 2014, 2015, 2016, 2017, 2018 und 2019 die 4NCL gewann. Seit 2022 spielt Jones erneut für White Rose.
In der deutschen Schachbundesliga spielte er in der Saison 2011/12 für den SC Remagen, nach dem Abstieg von Remagen spielte er in der Saison 2012/13 für die Schachgesellschaft Solingen. Seit der Saison 2015/16 spielt er für den Münchener SC 1836. In der niederländischen Meesterklasse spielt Jones seit der Saison 2014/15 für den Groninger Verein SISSA, in der dänischen Skakligaen spielte er in der Saison 2015/16 für den Charlottenlunder Verein Philidor, mit dem er Meister wurde, die spanische Mannschaftsmeisterschaft gewann er 2017 und 2018 mit Sestao Bizkaialde.

## Schachbuchautor und Publizist
- Starting Out: Sicilian Grand Prix Attack, 2008, Everyman Chess Verlag, ISBN 978-1-85744-547-3.
- Dangerous Weapons: The Benoni and Benko, 2008, Everyman Chess Verlag, ISBN 978-1-85744-571-8, zusammen mit John Emms, Christopher Ward und Richard Palliser
- Geheimnisse des Grand-Prix-Angriffs, 2011, Schachversand E. Niggemann Verlag, ISBN 978-3-942383-17-2.
- How to Beat the Sicilian Defence: An Anti-Sicilian Repertoire for White, 2011, Everyman Chess Verlag, ISBN 978-1-85744-663-0.
- Benoni und Benkö, 2011, Schachversand E. Niggemann Verlag, ISBN 978-3-942383-21-9, zusammen mit John Emms, Christopher Ward und Richard Palliser
- The Dragon. 2 Bände. Quality Chess, Glasgow 2015. ISBN 978-1-78483-007-6 (Band 1), ISBN 978-1-78483-009-0 (Band 2).
- Coffeehouse Repertoire 1.e4. 2 Bände. Quality Chess, Glasgow 2021. ISBN 978-1-78483-145-5 (Band 1), ISBN 978-1-78483-148-6 (Band 2)

Jones führt auf seiner Webseite ein umfangreiches Schachblog mit vielen kommentierten Partien.